# 8-Bit Rebellion! (nhạc nền)
8-Bit Rebelllion! là album nhạc nền cho trò chơi điện tử trực tuyến cùng tên, bao gồm các bài hát được thu âm bởi ban nhạc rock người Mỹ Linkin Park. Nó được phát hành vào ngày 26 tháng 4 năm 2010 thông qua Warner Bros. và Machine Shop, cũng như được sản xuất bởi Mike Shinoda. Đây là đĩa nhạc nền thứ tư do ban nhạc phát hành. Nhạc nền trước Transformers: Revenge of the Fallen - The Score, phát hành vào ngày 12 tháng 6 năm 2009 tại Anh và 23 tháng 6 năm 2009 tại Hoa Kỳ, là một sản phẩm album nhạc phim hợp tác với nhà soạn nhạc Steve Jablonsky dùng trong phần tiếp theo của Transformers năm 2009: Transformers: Bại binh phục hận.

## Danh sách bài hát
Trò chơi bao gồm phiên bản 8-Bit và phiên bản gốc của các bài hát chính thống:
| STT              | Nhan đề                   | Sáng tác                | Thời lượng |
| ---------------- | ------------------------- | ----------------------- | ---------- |
| 1.               | "One Step Closer" (8-Bit) | Linkin Park             | 2:40       |
| 2.               | "Crawling" (8-Bit)        | Linkin Park             | 1:50       |
| 3.               | "In the End" (8-Bit)      | Linkin Park             | 2:17       |
| 4.               | "Faint" (8-Bit)           | Linkin Park             | 2:26       |
| 5.               | "QWERTY" (8-Bit)          | Linkin Park             | 2:49       |
| 6.               | "Hands Held High" (8-Bit) | Linkin Park             | 2:47       |
| 7.               | "No More Sorrow" (8-Bit)  | Linkin Park             | 3:43       |
| 8.               | "New Divide" (8-Bit)      | Linkin Park             | 2:51       |
| 9.               | "Apartment Theme" (Bonus) | Linkin Park, Mark Wrong | 0:49       |
| 10.              | "Boss Theme" (Bonus)      | Linkin Park, Mark Wrong | 3:11       |
| 11.              | "Mall Theme" (Bonus)      | Linkin Park, Mark Wrong | 0:53       |
| 12.              | "Pre-Boss Theme" (Bonus)  | Linkin Park, Mark Wrong | 1:39       |
| 13.              | "Blackbirds"              | Linkin Park             | 2:59       |
| Tổng thời lượng: | Tổng thời lượng:          | Tổng thời lượng:        | 30:54      |

| Video âm nhạc    | Video âm nhạc        | Video âm nhạc |
| STT              | Nhan đề              | Thời lượng    |
| ---------------- | -------------------- | ------------- |
| 14.              | "Blackbirds" (video) | 3:14          |
| Tổng thời lượng: | Tổng thời lượng:     | 33:23         |

| Danh sách bài Hi-Res | Danh sách bài Hi-Res | Danh sách bài Hi-Res |
| STT                  | Nhan đề              | Thời lượng           |
| -------------------- | -------------------- | -------------------- |
| 1.                   | "One Step Closer"    | 2:35                 |
| 2.                   | "Crawling"           | 3:29                 |
| 3.                   | "In the End"         | 3:38                 |
| 4.                   | "Faint"              | 2:42                 |
| 5.                   | "QWERTY"             | 3:21                 |
| 6.                   | "Hands Held High"    | 3:53                 |
| 7.                   | "No More Sorrow"     | 3:41                 |
| 8.                   | "New Divide"         | 4:28                 |
| 9.                   | "Blackbirds"         | 3:27                 |
| Tổng thời lượng:     | Tổng thời lượng:     | 29:14                |

## Nhân sự
Linkin Park (dành cho danh sách Hi-res)
- Chester Bennington - giọng ca chính
- Mike Shinoda - ca sĩ, hát rap, guitar đệm, đàn organ, nhà sản xuất
- Brad Delson - guitar chính
- Dave "Phoenix" Farrell - guitar bass
- Joe Hahn - bàn xoay, sampling, lập trình
- Rob Bourdon - trống, bộ gõ

Nhân sự bổ sung
- Mark Wrong - nhạc cụ